# Catalpa tibetica
Catalpa tibetica là một loài thực vật có hoa trong họ Chùm ớt. Loài này được Forrest mô tả khoa học đầu tiên năm 1921.